# Cacodemonius
Tribu
Genre
Cacodemonius, unique représentant de la tribu des Cacodemoniini, est un genre de pseudoscorpions de la famille des Withiidae.

## Distribution
Les espèces de ce genre se rencontrent en Amérique du Sud, en Amérique centrale et dans le sud de l'Amérique du Nord.

## Liste des espèces
Selon Pseudoscorpions of the World (version 3.0) :
- Cacodemonius cactorum (Chamberlin, 1923)
- Cacodemonius pusillus Beier, 1953
- Cacodemonius quartus Hoff, 1946
- Cacodemonius satanas (With, 1908)
- Cacodemonius segmentidentatus (Balzan, 1887)
- Cacodemonius zilchi Beier, 1953

## Publication originale
- Chamberlin, 1931 : A synoptic revision of the generic classification of the chelonethid family Cheliferidae Simon (Arachnida). Canadian Entomologist, vol. 63, p. 289-294.